# Xiang qing
Pour plus de détails, voir Fiche technique et Distribution.
Xiang qing (乡情, littéralement « nostalgie ») est un film chinois réalisé par Hu Bingliu et Wang Jin, sorti en 1981.

## Synopsis
Kuang et Liao ont confié leur fils à une femme pendant la révolution chinoise et décident de revenir le chechcer.

## Fiche technique
- Titre : Xiang qing
- Titre original : 乡情
- Réalisation : Hu Bingliu et Wang Jin
- Scénario : Wang Yimin
- Musique : Yang Shuzheng
- Photographie : Liang Xiongwei
- Société de production : Ningxia Film Group et Pearl River Film Studio
- Pays :  Chine
- Genre : Drame
- Durée : 100 minutes
- Dates de sortie : 
  -  Chine : 1981

## Distribution
- Huang Jinshang : Liao Yiping
- Huang Xiaolei : Tian Gui
- Ren Yexiang : Tain Cuicui
- Jin Wang : Kuanghua
- Wang Qinbao : Lili
- Wu Wenhua : Tian Qiuyue

## Distinctions
Le film a été présenté en sélection officielle en compétition lors de Berlinale 1982.